# Rajkot
Rajkot pronunciationⓘ (dân số năm 2018 1.800.000 người) là một thành phố ở bang Gujarat ở Ấn Độ và là trung tâm hành chính của quận Rajkot.

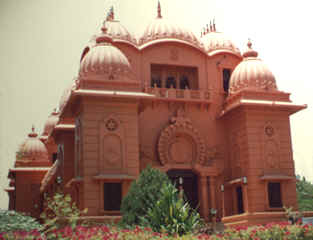

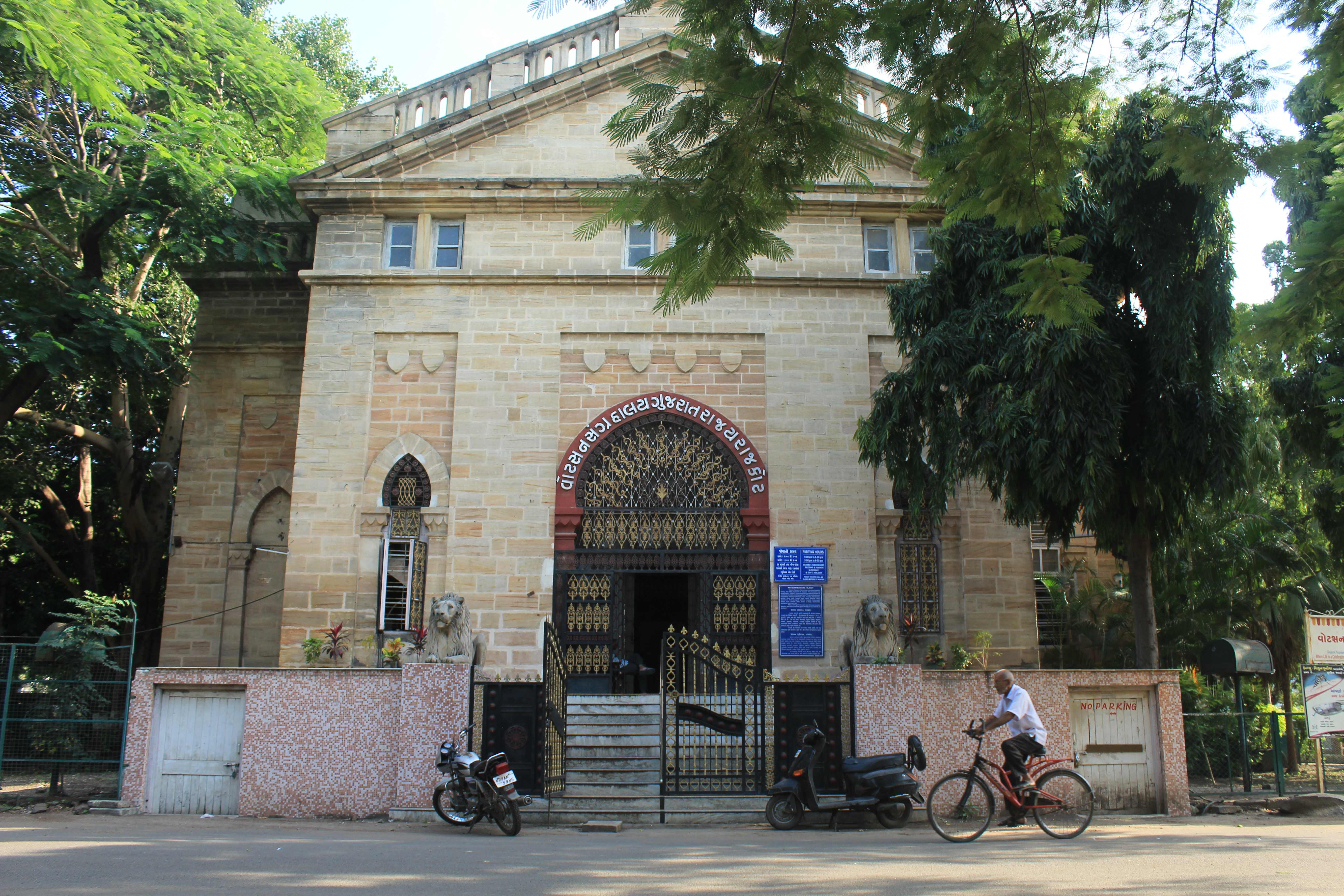

## Khí hậu
| Dữ liệu khí hậu của Rajkot Airport (1971–2000)                          | Dữ liệu khí hậu của Rajkot Airport (1971–2000) | Dữ liệu khí hậu của Rajkot Airport (1971–2000) | Dữ liệu khí hậu của Rajkot Airport (1971–2000) | Dữ liệu khí hậu của Rajkot Airport (1971–2000) | Dữ liệu khí hậu của Rajkot Airport (1971–2000) | Dữ liệu khí hậu của Rajkot Airport (1971–2000) | Dữ liệu khí hậu của Rajkot Airport (1971–2000) | Dữ liệu khí hậu của Rajkot Airport (1971–2000) | Dữ liệu khí hậu của Rajkot Airport (1971–2000) | Dữ liệu khí hậu của Rajkot Airport (1971–2000) | Dữ liệu khí hậu của Rajkot Airport (1971–2000) | Dữ liệu khí hậu của Rajkot Airport (1971–2000) | Dữ liệu khí hậu của Rajkot Airport (1971–2000) |
| Tháng                                                                   | 1                                              | 2                                              | 3                                              | 4                                              | 5                                              | 6                                              | 7                                              | 8                                              | 9                                              | 10                                             | 11                                             | 12                                             | Năm                                            |
| ----------------------------------------------------------------------- | ---------------------------------------------- | ---------------------------------------------- | ---------------------------------------------- | ---------------------------------------------- | ---------------------------------------------- | ---------------------------------------------- | ---------------------------------------------- | ---------------------------------------------- | ---------------------------------------------- | ---------------------------------------------- | ---------------------------------------------- | ---------------------------------------------- | ---------------------------------------------- |
| Cao kỉ lục °C (°F)                                                      | 36.4 (97.5)                                    | 40.0 (104.0)                                   | 43.9 (111.0)                                   | 44.4 (111.9)                                   | 47.9 (118.2)                                   | 45.8 (114.4)                                   | 40.6 (105.1)                                   | 38.8 (101.8)                                   | 42.8 (109.0)                                   | 41.9 (107.4)                                   | 38.4 (101.1)                                   | 36.4 (97.5)                                    | 47.9 (118.2)                                   |
| Trung bình ngày tối đa °C (°F)                                          | 28.2 (82.8)                                    | 30.4 (86.7)                                    | 35.1 (95.2)                                    | 38.7 (101.7)                                   | 40.2 (104.4)                                   | 37.5 (99.5)                                    | 32.9 (91.2)                                    | 31.6 (88.9)                                    | 33.5 (92.3)                                    | 35.7 (96.3)                                    | 32.9 (91.2)                                    | 29.6 (85.3)                                    | 33.9 (93.0)                                    |
| Tối thiểu trung bình ngày °C (°F)                                       | 12.3 (54.1)                                    | 14.3 (57.7)                                    | 18.5 (65.3)                                    | 22.2 (72.0)                                    | 25.0 (77.0)                                    | 26.2 (79.2)                                    | 25.2 (77.4)                                    | 24.2 (75.6)                                    | 23.4 (74.1)                                    | 22.2 (72.0)                                    | 18.3 (64.9)                                    | 14.2 (57.6)                                    | 20.6 (69.1)                                    |
| Thấp kỉ lục °C (°F)                                                     | −0.6 (30.9)                                    | 1.1 (34.0)                                     | 6.1 (43.0)                                     | 10.0 (50.0)                                    | 16.1 (61.0)                                    | 20.0 (68.0)                                    | 19.4 (66.9)                                    | 20.1 (68.2)                                    | 16.7 (62.1)                                    | 12.2 (54.0)                                    | 7.2 (45.0)                                     | 2.8 (37.0)                                     | −0.6 (30.9)                                    |
| Lượng Giáng thủy trung bình mm (inches)                                 | 1.0 (0.04)                                     | 0.7 (0.03)                                     | 0.1 (0.00)                                     | 1.4 (0.06)                                     | 4.8 (0.19)                                     | 115.2 (4.54)                                   | 215.6 (8.49)                                   | 127.1 (5.00)                                   | 78.3 (3.08)                                    | 21.1 (0.83)                                    | 10.9 (0.43)                                    | 0.5 (0.02)                                     | 576.6 (22.70)                                  |
| Số ngày mưa trung bình                                                  | 0.1                                            | 0.2                                            | 0.0                                            | 0.2                                            | 0.1                                            | 5.0                                            | 8.7                                            | 7.2                                            | 4.4                                            | 1.6                                            | 0.6                                            | 0.1                                            | 28.3                                           |
| Nguồn: India Meteorological Department (record high and low up to 2010) |                                                |                                                |                                                |                                                |                                                |                                                |                                                |                                                |                                                |                                                |                                                |                                                |                                                |